# Шмигел (Нова Гориця)
Шмигел (словен. Šmihel) — словенська поселення, розташоване в общині Нова Гориця, Регіон Горишка, Словенія. Висота над рівнем моря: 184,6 м. Знаходиться внизу долини р. Випава.